# Ionômero
Ionômero (português brasileiro) ou ionómero (português europeu) é um polímero composto de macromoléculas das quais uma pequena mas siginificativa  proporção tem grupos iónicos ou ionizáveis.